# Интензитет на електрическото поле
Интензитèт или напрèгнатост на електрѝческото полè {\displaystyle {\vec {E}}} е основна векторна характеристика, равна на отношението на силата {\displaystyle {\vec {F}}}, действаща на точков електричен заряд в полето, към големината на заряда {\displaystyle q_{0}}: 
{\displaystyle {\vec {E}}={{\vec {F}} \over q_{0}}} . (1)
В английския език се среща и само като електрично поле {\displaystyle E}.
За да се определи електричното поле в определена точка на пространството, измерва се силата, коя полето упражнява върху заряд, поставен в тази точка. Ако заряд {\displaystyle q} се намира на разстояние {\displaystyle r} от пробен заряд {\displaystyle q_{0}}, силата на взаимодействие между двата заряда съгласно закона на Кулон е: 
{\displaystyle F={\frac {1}{4\pi \varepsilon }}.{{q.q_{0}} \over {r^{2}}}}. (2)
Замествайки тази стойност във формула (1), се получава:
{\displaystyle {\vec {E}}={\frac {1}{4\pi \varepsilon }}.{q \over {r^{2}}}.{{\vec {r}}_{0}}}, (3)
където {\displaystyle \varepsilon } е диелектричната проницаемост на средата;

{\displaystyle {{\vec {r}}_{0}}={{\vec {r}} \over r}} е единичен вектор, определящ посоката на полето.
Величината на интензитета като скаларна величина е:
{\displaystyle E={\frac {q}{4\pi \varepsilon {r^{2}}}}}. (4)
Когато електричното поле е създадено от множество заряди, интензитетът на полето е векторна сума от електричните полета на всички заряди:
{\displaystyle {\vec {E}}={\frac {1}{4\pi \varepsilon }}.\sum _{i}{q_{i} \over {r_{i}^{2}}}.{{\vec {r}}_{0}}}, (5)
{\displaystyle r_{i}} е разстоянието от {\displaystyle i}-ия заряд {\displaystyle q_{i}} до точката, в която се измерва електричното поле.
Ако разпределението на зарядите е непрекъснато, сумата е интегрална:
{\displaystyle {\vec {E}}({\vec {r}})=\int \limits _{V}{\frac {1}{4\pi \varepsilon }}{\frac {\rho ({\vec {\hat {r}}})\,dV}{({\vec {r}}-{\vec {\hat {r}}})^{2}}}{\frac {{\vec {r}}-{\vec {\hat {r}}}}{|{\vec {r}}-{\vec {\hat {r}}}|}},} (6)
където:
{\displaystyle V} е обем от пространството, където са разположени зарядите (ненулева обемна плътност на заряда, ρ≠0), или цялото пространство,

{\displaystyle {\vec {r}}} – радиус-вектор на точки, в която се изчислява {\displaystyle {\vec {E}}},

{\displaystyle {\vec {\hat {r}}}} – радиус-вектор на източника, достигащ до всички точки от областта {\displaystyle V} при интегриране,

{\displaystyle dV} – елемент от обема.

Може да се постави: {\displaystyle x{\vec {i}}+y{\vec {j}}+z{\vec {k}}} вместо {\displaystyle {\vec {r}}};
{\displaystyle {\hat {x}}{\vec {i}}+{\hat {y}}{\vec {j}}+{\hat {z}}{\vec {k}}} вместо {\displaystyle {\vec {\hat {r}}}};
{\displaystyle d{\hat {x}}\,d{\hat {y}}\,d{\hat {z}}} вместо {\displaystyle dV}. 
В общия случай напрегнатостта на електричното поле зависи от пространствените координати и времето {\displaystyle {\vec {E}}={\vec {E}}(x,y,z,t).}
Интензитетът на електричното поле е свързан с електромагнитните потенциали:
{\displaystyle {\vec {E}}=-\nabla C-{\frac {\partial {\vec {A}}}{\partial t}},}
където {\displaystyle C,{\vec {A}}} са скаларният и векторният потенциали.
В частния случай на стационарни (непроменящи се с времето) полета уравнението се опростява и показва връзката на електростатичното поле с електростатичния потенциал {\displaystyle {\vec {E}}=-\nabla C,} или покомпонентно: {\displaystyle E_{x}=-{\frac {\partial C}{\partial x}},\quad E_{y}=-{\frac {\partial C}{\partial y}},\quad E_{z}=-{\frac {\partial C}{\partial z}},}
то ест електростатичното поле се оказва потенциално поле. 
Обратното съотношение определя електростатичния потенциал чрез интензитета на електричното поле:
{\displaystyle C=-\int {\vec {E}}\cdot {\vec {dl}}=-\int E\,dr,} 
където {\displaystyle l=x,y,z.}
Съгласно определението от формула (1), единица за напрегнатост на електрическото поле може да бъде „нютон на кулон“ {\displaystyle \mathrm {\frac {N}{C}} }. От връзката между физичните величини и техните измерителни единици се получава:
{\displaystyle \mathrm {{\frac {N}{C}}={\frac {J}{C\cdot m}}={\frac {V\cdot A\cdot s}{A\cdot s\cdot m}}={\frac {V}{m}}} .}
Официално приетата единица за интензитет на електричното поле в международната система СИ съгласно формула (4) е волт на метър {\displaystyle \mathrm {\frac {V}{m}} }. Често използвани в практиката са производните единици микроволт на метър {\displaystyle \mathrm {\frac {\mu V}{m}} }, миливолт на метър {\displaystyle \mathrm {\frac {mV}{m}} }, киловолт на метър {\displaystyle \mathrm {\frac {kV}{m}} } и мегаволт на метър {\displaystyle \mathrm {\frac {MV}{m}} }.
Примерни стойности:
- в атмосферата – 100 до 200 V/m;
- в контакт 230 V – до 15 kV/m;
- кондензатор – 1 ÷ 2 MV/m.
- устойчивост на въздуха на проникване – 3 MV/m. [3]

Устойчивостта на проникване на електрическо поле е пределната стойност на напрегнатостта на полето, при която в някоя среда нея настъпва електрически пробив. За въздуха тя е 3 MV/m = 30 kV/cm = 3.106 V/m. За други среди тя намалява с увеличаване на диелектричната проницаемост.
Пример: Ако има напрежение 5 V между две пластини на кондензатор на разстояние 1 mm, напрегнатостта на полето е 5 kV/m.

## Измерване на интензитета на електричното поле
Измерванията на интензитета на електричното поле в електрически инсталации със свръхвисоко напрежение се извършват с устройства от типа ПЗ-1, ПЗ-1М и др.
Уредът за измерване на напрегнатостта на електрическото поле работи по следния начин: в антената на устройството електричното поле създава е.д.н., което се усилва от транзисторен усилвател, коригира се от полупроводникови диоди и се измерва с микроамперметър със стрелка. Антената е симетричен дипол, направен под формата на две метални пластини, разположени една над друга. Тъй индуктираното е.д.н. в симетричния дипол е пропорционално на силата на електрическото поле, скалата на милиамперметъра е градуирана в киловолти на метър (kV / m).
Измерването на интензитета трябва да се извършва в цялата зона, където човек може да бъде в процеса на извършване на работа. Решаваща е най-високата измерена стойност на интензитета. При работно място на земята обикновено най-голям е интензитетът на височината на човека.
Точките за измерване се избират съгласно държавни стандарти в зависимост от местоположението на работното място и оборудването му със защитни средства съгласно таблицата: 
| Разположение на работното място           | Средства за защита                            | Точки за измерване |
| ----------------------------------------- | --------------------------------------------- | --- |
| Без повдигане на съоръжения и конструкции | Без средства за защита                        | На височина 1,8 м от повърхността на земята                                                                                           |
| Без повдигане на съоръжения и конструкции | Средства за колективна защита                 | На височина 0,5; 1,0 и 1,8 м от повърхността на земята                                                                                |
| С повдигане на съоръжения и конструкции   | Независимо от наличието на защитно оборудване | На височина 0,5; 1,0 и 1,8 м от площадката на работното място и на разстояние 0,5 м от заземените токопроводящи части на оборудването |